# Governo Rõivas I
Il Governo Rõivas I è stato il primo governo dell'Estonia presieduto dal liberale Taavi Rõivas. Esso è stato in carica dal 26 marzo 2014 a seguito delle dimissioni del primo ministro Andrus Ansip, durante la dodicesima legislatura del Parlamento estone o Riigikogu fino al 30 marzo 2015.
Si tratta del 47º governo della Repubblica dell'Estonia, dalla sua dichiarazione di indipendenza, avvenuta nel 1918.
La sede del Governo dell'Estonia è Casa Stenbock, palazzo sulla collina di Toompea.

## Coalizione
Il governo è formato da un partito di centro-destra (il Partito Riformatore Estone) e un partito di centro-sinistra (il Partito Socialdemocratico), che uniti dispongono della maggioranza di 56 deputati su 101 al Riigikogu.

## Situazione parlamentare
| Camera    | Collocazione | Partiti           | Seggi    |
| --------- | ------------ | ----------------- | -------- |
| Riigikogu | Maggioranza  | ER (33), PSD (19) | 52 / 101 |
| Riigikogu | Opposizione  | EK (26), IRL (23) | 49 / 101 |

## Ministri
La composizione ministeriale è formata da cinque donne e nove uomini, come segue:
| Funzioni                                               | Titolare | Titolare                                                                             | Partito |
| ------------------------------------------------------ | -------- | ------------------------------------------------------------------------------------ | ------- |
| Primo Ministro - Peaminister                           |          | Taavi Rõivas                                                                         | ER      |
| Ministro dell'Educazione e della Ricerca               |          | Jevgeni Ossinovski                                                                   | PSD     |
| Ministro della Giustizia                               |          | Andres Anvelt                                                                        | PSD     |
| Ministro della Difesa                                  |          | Sven Mikser                                                                          | PSD     |
| Ministro degli Esteri                                  |          | Urmas Paet (fino al 3 novembre 2014) Keit Pentus-Rosimannus (dal 17 novembre 2014)   | ER      |
| Ministro della Cultura                                 |          | Urve Tiidus                                                                          | ER      |
| Ministro degli Affari Economici e delle Infrastrutture |          | Urve Palo                                                                            | PSD     |
| Ministro dell'Ambiente                                 |          | Keit Pentus-Rosimannus (fino al 17 novembre 2014) Mati Raidma (dal 17 novembre 2014) | ER      |
| Ministro dell'Agricoltura                              |          | Ivari Padar                                                                          | PSD     |
| Ministro delle Finanze                                 |          | Jürgen Ligi (fino al 3 novembre 2014) Maris Lauri                                    | ER      |
| Ministro dell'Interno                                  |          | Hanno Pevkur                                                                         | ER      |
| Ministro degli Affari Sociali                          |          | Helmen Kütt                                                                          | PSD     |
| Ministro del Commercio estero e dell'Imprenditoria     |          | Anne Sulling                                                                         | ER      |
| Ministro della Salute e del Lavoro                     |          | Urmas Kruuse                                                                         | ER      |